# Бухаени (Јаши)
Бухаени (рум. Buhăeni) насеље је у Румунији у округу Јаши у општини Андриешени. Oпштина се налази на надморској висини од 54 m.

## Становништво
Према подацима из 2002. године у насељу је живело 567 становника, од којих су сви румунске националности.